# Чужбина (фильм)
«Чужбина» (англ. Outland; другие названия «На чужбине», «Чужая земля», «Внеземелье») — британский фантастический триллер 1981 года режиссёра Питера Хайамса.

## Сюжет
В недалёком будущем, федеральный маршал Уильям О’Нил (Шон Коннери) получает назначение на титановые рудники спутника Юпитера Ио. Условия жизни на Ио довольно суровые: сила притяжения составляет 1/6 от земной, атмосферы пригодной для человека нет, шахтёры вынуждены работать в громоздких скафандрах. Смены у них долгие, хотя премиальные тоже существенные. Главный управляющий рудниками Марк Шеппард (Питер Бойл) не скрывает удовольствия, что с того момента, как он принял руководство на Ио, производительность шахтёров бьёт все рекорды.
Кэрол О’Нил (Кика Маркэм) чувствует, что неспособна растить их сына — Пола — внутри герметичной среды. Ей кажется, что лучше покинуть Ио и вернуться на Землю, где можно выходить на открытое пространство и дышать свежим воздухом. Она забирает сына и уезжает от мужа на космическую станцию на орбите Юпитера в ожидании ближайшего рейса на Землю.
Фильм начинается с казалось бы немотивированного приступа паники у шахтёра по имени Тарлоу (Джон Ратценбергер). Ему мерещатся пауки, и в попытке избавиться от них он нарушает целостность своего скафандра и погибает от взрывной декомпрессии. Позже другой шахтёр — Кэйн — выходит в воздушный шлюз без скафандра и также гибнет от декомпрессии.
С поддержкой местного главного врача — доктора Лазарус (Фрэнсис Стернхаген) — О’Нил расследует эти смерти. Тем временем случается ещё одно ЧП. Некто Саган (Стивен Беркофф) в непонятном психическом припадке берёт в заложницы проститутку и угрожает зарезать её. О’Нил пытается успокоить его переговорами через дверь, пока сержант Монтон (Джеймс Б. Сиккинг) проникает в помещение через вентиляционную систему. Сержант убивает Сагана выстрелом из дробовика, в тот момент, когда О’Нил открывает запертую дверь. Маршал недоволен тем, что не успел поговорить с преступником, как следует. Сержант списывает свой выстрел на самооборону — у Сагана в руках был нож.
О’Нил и Лазарус проводят анализ крови покойного Сагана и находят в ней следы амфетамина. Данный наркотик позволяет шахтёрам неутомимо вкалывать в шахтах, зарабатывая премии и сверхурочные, пока их нервная система не «выгорает» и не превращает их в буйных психопатов. Срок жизни такого «трудяги» после начала приёма наркотиков около десяти месяцев. О’Нил раскрывает цепочку по доставке и распространению наркотиков, созданную Шеппардом и разрешенную Монтоном. Через камеры наблюдения, О’Нил выслеживает одного из наркодилеров Шеппарда — Николаса Спота. После утомительной погони и ожесточенной схватки маршал арестовывает Спота. О’Нил пытается слегка надавить на него, но Спот ничего не говорит. А на следующий день он уже убит в своей камере. К тому же кто-то душит Монтона и укладывает труп в шкаф. О’Нил узнаёт, что последняя партия наркотиков доставлена в грузе с замороженным мясом. В рефрижераторе на него нападает сообщник Спота — Рассел Ярио. Не без хитрости О’Нилу удаётся одолеть Ярио и уничтожить наркотик. Узнав об этом, Шеппард грозит маршалу скорой смертью, а затем связывается со своим поставщиком амфетамина и просит прислать подмогу, профессиональных убийц, чтобы избавиться от О’Нила раз и навсегда. Маршал прослушивает переговоры Шеппарда и узнаёт об этом.
О’Нил ждёт прибытия следующего транспорта с орбитальной станции Юпитера. Наёмные убийцы должны приехать именно на нём. В этом напряжённом ожидании, когда все (даже его подчинённые) на станции, кроме доктора Лазарус, отказались ему помочь, он связывается с женой и сыном. Он обещает вернуться с ними на Землю, когда «работа будет сделана».
По прибытии наёмников О’Нил выслеживает их поодиночке и убивает. Лазарус помогает ему — перевязывает рану и заманивает одного из убийц в герметичный коридор. О’Нил разрушает обшивку коридора, и первый наёмник погибает от взрывной декомпрессии. Второй наёмник, пытаясь попасть в О’Нила из ружья, пробивает стену теплицы, и его тоже разрывает в клочья. Но на этом бой маршала не прекращается. Ему противостоит его же собственный сержант — замена покойному Монтону. Они бьются снаружи станции, на панелях солнечной батареи, пока О’Нилу не удаётся вырвать шланг с дыхательной смесью из скафандра сержанта Болларда. Раненый и измотанный маршал приходит в бар, где его видят удивлённые шахтеры и не менее удивлённый Шеппард. В сердцах О’Нил отправляет управляющего в нокаут. Теперь Шеппарда ждёт смерть от рук его же сообщников или тюремное заключение. Работа сделана. О’Нил увольняется, прощается с доктором Лазарус и покидает рудники на челноке, который скоро воссоединит его с женой и сыном на пути к Земле.

## В ролях
| Актёр              | Роль                  |
| ------------------ | --------------------- |
| Шон Коннери        | маршал Уильям О'Нил   |
| Питер Бойл         | Марк Шеппард          |
| Фрэнсис Стернхаген | доктор Мэриен Лазарус |
| Джеймс Сиккинг     | сержант Монтон        |
| Кика Маркхэм       | Кэрол О’Нил           |
| Кларк Питерс       | сержант Баллард       |
| Стивен Беркофф     | Саган                 |
| Джон Ратценбергер  | шахтёр Тарлоу         |
| Юджин Липински     | шахтёр Кейн           |
| Пи Эйч Мориарти    | убийца # 1            |
| Даг Робинсон       | убийца # 2            |
| Анжелик Рокас      | уборщица              |
| Шэрон Дьюс         | проститутка           |

## Награды и номинации

### Награды
- 1982 — премия «Сатурн» — Лучшая актриса второго плана (Фрэнсис Стернхаген)

### Номинации
- 1982 — премия «Оскар» — Лучший звук (Джон Вилкинсон, Роберт Глэсс мл., Роберт Тирлуелл, Робин Грегори)
- 1982 — премия «Сатурн» — Лучший актёр (Шон Коннери)
- 1982 — премия «Сатурн» — Лучшая музыка (Джерри Голдсмит)
- 1982 — премия «Сатурн» — Лучший научно-фантастический фильм
- 1982 — премия «Сатурн» — Лучшие спецэффекты (Джон Стирс)
- 1982 — премия «Сатурн» — Лучшие сценарий (Питер Хаймс)

Новеллизацию фильма осуществил Алан Дин Фостер. В 1981 году американский журнал Heavy Metal опубликовал комиксы по мотивам фильма.
Рабочее название фильма — «Ио» (англ. Io), но перед выходом в прокат от него решили отказаться, опасаясь, что зрители будут воспринимать его как число 10. «Чужая земля» во многом заимствует фабулу классического вестерна «Ровно в полдень» (1952). Шону Коннери пришлось отказаться от роли в «Огненных колесницах» (1981) из-за того, что съёмки слишком затянулись.
Название добывающей компании в фильме — Con-Amalgamate. Точно так же называлась компания, производившая дефектную систему жизнеобеспечения в более раннем фантастическим триллере Хайамса «Козерог 1» (1977).